# Ib Michael
Ib Michael Rasmussen (født 17. januar 1945) er dansk skønlitterær forfatter.
Han beskæftiger sig fortrinsvis med emner, der geografisk ligger uden for Danmark eller Europa, typisk i Oceanien eller Sydamerika. Meget af hans prosa har stilmæssig forbindelse til den sydamerikanske magiske realisme.
I sin gennembrudsroman Kilroy, Kilroy fletter han anden verdenskrig, amnesi, "Kilroy was here", frihedskampen i Tibet, kønsroller, tidslige og geografiske spring sammen i en fremdadskridende fortælling, der når sit klimaks.
Michael blev i september 2022 ramt af en blodprop i hjernen.
To år efter udgav han bogen Fra den anden side af solskinnet, der han fortalte om sin sygdom og rehabilitering.

## Bøger og andre udgivelser (udvalgte)
- En hidtil uset drøm om skibe (1970)
- Den flyvende kalkundræber (1971)
- Warum ist die Banane so krumm (hørespil, 1973)
- Indianerliv i regnskoven (med Per Kirkeby og Teit Jørgensen (foto), 1973)
- Mayalandet (med Per Kirkeby og Teit Jørgensen (foto), 1973)
- Hjortefod (1974)
- Popol Vuh – Quiché-mayaernes Folkebog (1975)
- Den udødelige soldat (hørespil i 4 dele, 1976)
- Rejsen tilbage (1977)
- Rejsen til det grønne firben (En erindring, 1980)
- Snedronningen (1981)
- Kejserfortællingen (1981)
- Troubadourens lærling (1984)
- Himmelbegravelse (digte, 1986)
- Sonde (hørespil, 1987)
- Hajskygger (1988)
- Kilroy, Kilroy (1989)
- Vinden i metroen (digte, 1990)
- Vanillepigen (1991)
- Glæden ved at dykke (1993)
- Den tolvte rytter (1993)
- Det lukkede øje (1994)
- Brev til månen (1995)
- Prins (1997)
- Atkinsons biograf – en vandrehistorie (noveller, 1998)
- Rosa Mundi (digte, 2000)
- Mit år (dagbog, 2000)
- Kejserens Atlas (2001)
- Paven af Indien (2003)
- Grill (2005)
- Blå bror (2006)
- Sorte huller (2007)
- Vilde Engle (2009)
- Orbit (2010)
- Så var verdens deres (2010)
- Hjertets hemmeligheder (2012)
- Himlen brændte (2013)
- En anden sol (2015)
- Rejse i koralhavet - optegnelser fra en truet verden (Gyldendal, 2016)[3]
- Logbog ved rejsens afslutning, erindringer (Gyldendal, 2022)[4]
- Ib Michael (27. september 2024), Fra den anden side af solskinnet, København: Gyldendal, ISBN 978-87-02-41985-6, Wikidata Q131750122

## Priser, legater og hædersbevisninger
- 1970, 1974, 1977, 1983, 1985, 1989 Statens Kunstfond, Rejselegat
- 1978 Otto Gelsted-prisen
- 1979 Gyldendals boglegat
- 1985 Otto Benzons Forfatterlegat, Jeanne og Henri Nathansens Fødselsdagslegat
- 1987 Henrik Pontoppidans Mindefonds Legat
- 1989 Weekendavisens Litteraturpris
- 1990 De gyldne laurbær
- 1991 Drassows Legat, Kritikerprisen
- 1993 Søren Gyldendal Prisen
- 1994 Det Danske Akademis Store Pris
- 1995 Bog & Idé Prisen
- 2010: Ridderkorset af Dannebrogordenen (16. april)
- 2017: Drachmannlegatet